# Tahamíes

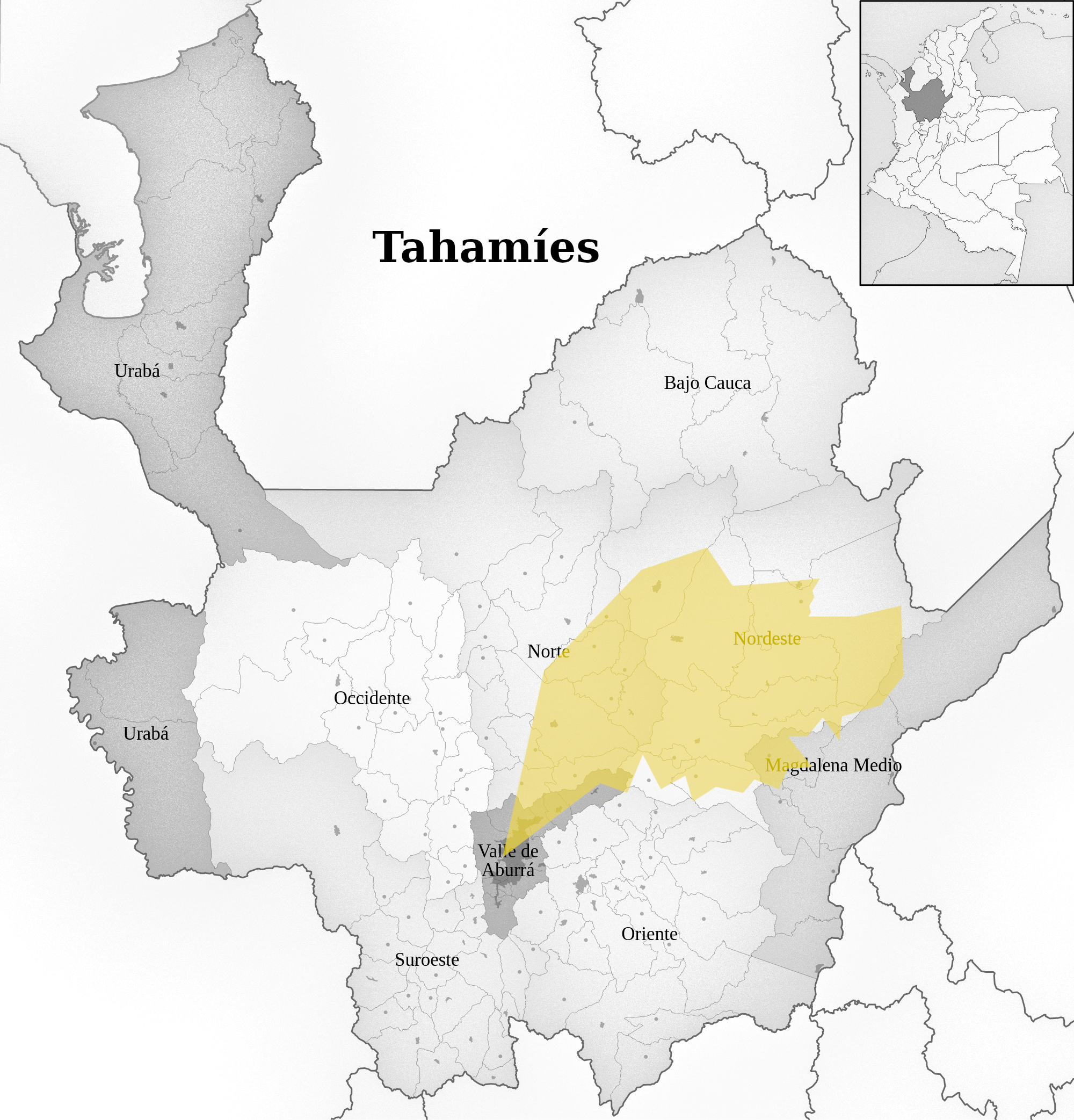

Tahamíes  es una etnia indígena colombiana de la familia Chibcha y lengua Macro-Chibcha, que tenían como territorio la región oriental del Departamento de Antioquia, entre los ríos Magdalena al oriente y Porce y Nechí al occidente. El país de los Tahamíes comprende el territorio de los actuales municipios de Medellín, El Retiro, El Carmen de Viboral, Rionegro, Remedios, Marinilla, Segovia, Amalfi, El Peñol, La Ceja, Puerto Nare, Guarne, La Pintada, Cisneros, Yalí, Yolombó, Zaragoza, Vegachí y Maceo. No tenían una organización político-administrativa compleja como la de los Muisca, pero al igual que estos se organizaban en clanes y tribus bajo un cacique y se unían en eventos de defensa común. Las tribus tahamíes más conocidas eran macoes, yamesus y maumí.

## Historia
Estas tribus comprenden el sur de Centroamérica y el occidente y centro de Colombia. En este sentido, los ancestros de los tahamíes pudieron llegar al llamado oriente, nordeste y bajo cauca antioqueño entre hace 15 mil y 20 mil años, que es el tiempo en el que se estima la llegada del hombre moderno a Sudamérica en su emigración desde las Estepas Siberianas a través del Estrecho de Bering.
Hacia el año 1328 los mayas incursionaron en el territorio de lo que hoy es Colombia y sometieron a numerosos pueblos indígenas, entre ellos los tahamíes con los cuales se mezclaron e introdujeron numerosos elementos culturales mayas como rituales, artesanías, costumbres y alimentos.
Pero a la invasión Maya, siguió la aguerrida expansión de los Caribes procedentes del Amazonas que afectó a casi todo el territorio septentrional de Suramérica. Muchos nombres actuales de poblados y ríos son de origen Caribe, los cuales se mezclaron con los tahamíes-maya y formaron un nuevo mestizaje. Quirama, Nare, Capiro, son algunas voces producto de las invasiones Caribe.
Por último, los europeos incursionaron en los territorios tahamíes hacia la segunda mitad del siglo XVI en búsqueda de oro y de rutas fluviales que conectaran los ríos Cauca, Porce y Nechí con el Magdalena. Esto causó un nuevo sometimiento cultural y un nuevo mestizaje con los españoles y con los africanos especialmente de África Occidental traídos por los primeros como esclavos para extraer oro y reemplazar a los indígenas. La nueva invasión acarreó la pérdida del idioma, de muchas costumbres y la imposición de la religión católica que, sin embargo, no pudo eliminar muchas creencias locales asociadas al culto a la selva y al jaguar.

## Asimilación cultural
Los tahamíes fueron una etnia pacífica dedicada al trabajo. Por ningún motivo guerreros agresivos como algunos de sus contemporáneos (Catíos, Armas). Por el contrario, en lo que se ha denominado una “masacre demográfica”, durante la conquista existieron los llamados “encomenderos de indígenas”, quienes tomaban prisioneros a los nativos vencidos para venderlos a los vencedores.
Se sabe de estos encomenderos cómo creaban conflictos entre las diversas tribus para inducirlas a la guerra y mantener el rentable negocio. Un ejemplo conocido de encomendero podría ser Bartolomé Sánchez Torre Blanca, encomendero de las tribus Tahamíes. Por los años de 1570 y 1580, en Antioquia, Sánchez les organizaba guerras obligadas, pese al carácter pacífico de los Tahamíes, contra sus vecinos los Nutabes, con la anuencia y participación económica en el despreciable negocio del entonces gobernador de la provincia antioqueña, un capitán general llamado Andrés de Valdivia. 
La comunidad de los Tahamíes estaba compuesta por cacicazgos pequeños, sujeto cada uno a un cacique hereditario. Nunca centralizaron estos cacicazgos dispersos, pero en momentos críticos como el enfrentamiento con los conquistadores actuaron confederadamente con sus similares al mando del jefe local que hubiese demostrado mayor arrojo y valor en el pasado. Su temperamento expansionista les obligaba a estar prestos siempre para batallar a fin de desalojar a las tribus de los territorios que tomaban.
En la actualidad, el pueblo tahamíe ha sido absorbido completamente en sociedades mestizas y en muchas ocasiones han sido considerados extintos y por lo tanto no reconocidos. Al contrario, sus vecinos tradicionales los nutabes tienen constituido un cabildo indígena en Medellín que busca por recuperar las tradiciones e identidad ancestral.

## Economía
La etnia tahamíe compartía lengua y cultura con la vecina nutabe, aunque fueron claramente independientes y autónomas una de otra. Esta cultura estaba expresada, en lo económico, por su condición de agricultores muy destacados aunque de rudimentaria tecnología, propietarios de inmensos campos de maíz, algodón, frutales diversos y fríjol. También explotaban la pesca de manera intensa. 
Mineros además, extraían el oro de algunos núcleos a orillas del río Cauca y otros aluviones dispersos, con el cual moldeaban figurillas de animales y humanos. 
Las tumbas de los tahamíes, como las de los nutabes, han propiciado a los saqueadores de oro conocidos como guaqueros cantidades muy considerables de esta riqueza aurífera. 
Otra de sus industrias fue la alfarería; fabricaban vasijas de barro. Igualmente eran tejedores y teñidores de telas hechas del algodón que cultivaban.

## Legado
Uno de los monarcas más recordados de los tahamíes fue el cacique Quirama, y uno de los centros de pensamiento (Think Tank) más importantes de Antioquía en los tiempos modernos. Está situado en el municipio de El Carmen de Viboral, y lleva el nombre de Recinto Quirama en rememoración del famoso cacique quirama tahamíe.